# تيري هولاداي
تيري هولاداي (بالإنجليزية: Terry Holladay)‏ مواليد 28 نوفمبر 1955 في تشارلوت، الولايات المتحدة، هي لاعبة كرة مضرب أمريكية سابقة بدأت مسيرتها كمحترفة سنة 1974 وكانت تلعب باليد اليسرى، اعتزلت اللعب في 1988.

## روابط خارجية
- تيري هولاداي على موقع رابطة محترفات التنس (الإنجليزية)
- تيري هولاداي على موقع الاتحاد الدولي لكرة المضرب (الإنجليزية)
- تيري هولاداي على موقع خلاصة التنس.كوم (الإنجليزية)